# Millie (film 1967)
Millie (Thoroughly Modern Millie) è un film del 1967 diretto da George Roy Hill.
Il film è una commedia musicale con Julie Andrews, James Fox, Mary Tyler Moore, John Gavin, Carol Channing, Beatrice Lillie (nel suo ultimo ruolo cinematografico), Pat Morita (al suo debutto) e Jack Soo.
La sceneggiatura è di Richard Morris, che si è ispirato ad un musical britannico del 1956 dal titolo Chrysanthemum. Il suo lavoro gli è valso un Writers Guild of America Award per il miglior musical americano. Il film ha ricevuto sette nomination ai premi Oscar e cinque ai Golden Globe, vincendo l'Oscar alla migliore colonna sonora (composta da Elmer Bernstein) e un Golden Globe per la migliore attrice non protagonista Carol Channing.
Le canzoni utilizzate nel film provengono innanzitutto dagli anni dieci e venti. La più riconoscibile tra queste, almeno per il titolo, è probabilmente "Baby Face". Per "Jazz Baby", brano del 1919, i produttori del film scoprirono di dover acquistare i diritti dalla General Mills, che la usava con vari testi per promuovere i cereali Wheaties da oltre 40 anni.
Il film è stato adattato per il palcoscenico con lo stesso titolo nei primi anni 2000. Questa versione teatrale contiene musiche originali ed alcune delle vecchie canzoni usate nel film.

## Trama
Millie Dillmount stringe amicizia con Miss Dorothy Brown che viene dalla California e vuole abitare al Priscilla hotel dove vive la stessa Millie. La padrona è la signora Meers che informa Millie che la stanza che occuperà Miss Dorothy è proprio quella di fronte alla sua poiché la precedente inquilina, Ethel Peace, che era appena arrivata, se n'è andata per far ritorno al Wyoming. Ciò sorprende Millie che sa che Ethel non ha famiglia là. Quando la signora Meers chiede a Miss Dorothy se ha una grande famiglia come Millie, la nuova arrivata rivela di essere orfana e la signora Meers afferma che "è triste essere soli al mondo". Le due ragazze non lo sanno, ma la signora Meers è coinvolta in una rete che si occupa della tratta di ragazze bianche.
A un ballo organizzato al Priscilla, Millie incontra Jimmy Smith, un uomo che vende fermagli e per il quale Millie prova immediatamente simpatia. Tuttavia, Millie ha il progetto di cercare lavoro come stenografa e sposare il suo principale. Trova così impiego alla compagnia d'assicurazioni Sincere Trust e mira a conquistare il cuore del suo capo, Trevor Graydon. Più tardi Jimmy porta Millie e Miss Dorothy a divertirsi a Long Island dove incontrano l'eccentrica vedova Muzzy. In questa occasione Jimmy racconta che suo padre era il giardiniere della ricca signora.
Millie si sta innamorando di Jimmy, ma è determinata a seguire il suo progetto di sposare Trevor Graydon. Una mattina va al lavoro vestita à la garçonne e cerca di sedurlo, ma il suo tentativo fallisce. Il cuore di Millie va definitivamente in pezzi quando Trevor vede Miss Dorothy e i due s'innamorano subito reciprocamente. Dopo aver prenotato un tavolo per loro e ordinato delle rose per Miss Dorothy, Millie scoppia in lacrime.
Nel frattempo, i tentativi di Jimmy di parlare con Millie sono continuamente ostacolati da Miss Flannery, la responsabile delle stenografe, che non accetta che in ufficio si perda tempo. Così Jimmy decide di scalare il palazzo e quando finalmente riesce a parlare con Millie, questa gli rivela di voler lasciare il lavoro perché il signor Graydon non è più disponibile.
La signora Meers trascorre la maggior parte del tempo cercando di catturare Miss Dorothy per venderla insieme alle altre, ma Millie compare sempre al momento opportuno e inconsapevolmente la salva. Quando finalmente il diabolico piano riesce, Millie trova in un bar un afflitto Trevor Graydon che le racconta che Miss Dorothy l'ha abbandonato ed è andata via dal Priscilla. Millie e Jimmy hanno immediatamente il sospetto che qualcosa non quadri.
Jimmy si arrampica fino alla stanza di Miss Dorothy, fa entrare Millie e i due scoprono che la roba di Dorothy è ancora tutta lì. Quando Jimmy afferma che una ragazza non se ne va senza dire una parola a nessuno, Millie ricorda che lo stesso è accaduto con Ethel Peace e con altre due ragazze prima ancora e che in tutte le occasioni la signora Meers era l'unica a dire di averle viste partire. Improvvisamente, sentono arrivare il cesto della biancheria della signora Meers con una ruota cigolante, si nascondono sotto il letto e vedono Mrs. Meers e i suoi due aiutanti cinesi prendere tutte le cose di Miss Dorothy e gettare nel cestino le rose che Millie aveva ordinato. Quando i tre escono dalla camera, Jimmy annusa le rose e sente che sono drogate. Così, insieme a Trevor Graydon, provano a mettere in ordine i pezzi del puzzle. Quando Jimmy si domanda cosa avessero in comune le ragazze scomparse, Millie risponde che non avevano nulla e che erano sole al mondo. Ecco allora che Millie ricorda che la signora Meers suole sempre dire "È triste essere soli al mondo" e l'ha fatto anche con Miss Dorothy quando questa ha detto di essere orfana.
Jimmy si traveste da donna ribattezzandosi Mary Jane, entra con Millie al Priscilla fingendo di cercare una stanza e dice alla signora Meers che non conosce un'anima a New York se non all'orfanotrofio. Come si aspettavano, la signora Meers commenta che "è triste essere soli al mondo". Anche Jimmy viene catturato dalla Meers e da Bun Foo. Millie li insegue e finisce a Chinatown dove cerca di mescolarsi agli altri fumando una sigaretta mentre continua la sua ricerca. Intanto Jimmy, svenuto, viene portato in una stanza di una fabbrica di fuochi d'artificio dove sta dormendo anche Miss Dorothy. Quest'ultima si sveglia e corre a cercare un telefono, ma viene presa da Ching Ho. Millie, soffocata dalla sigaretta, la getta in una finestra aperta che però dà proprio nella fabbrica di fuochi d'artificio. Fra le varie esplosioni che si producono nell'edificio, Millie si precipita nella fabbrica dove trova molte ragazze bianche legate e pronte per essere vendute ad una casa chiusa di Pechino. Ne slega un paio affinché possano liberare le altre e poi si scontra con Miss Dorothy. Portano Jimmy fuori dall'edificio e si dirigono subito a Long Island da Muzzy.
La signora Meers, Bun Foo e Ching Ho seguono Mille e gli altri, ma Muzzy, Millie, Miss Dorothy e Jimmy sconfiggono i cattivi con gran facilità. Dopo quest'ultima avventura, Millie scopre che Jimmy e Miss Dorothy sono in realtà ricchi fratelli e che Muzzy è la loro matrigna. Muzzy spiega che Dorothy e Jimmy erano perseguitati da pretendenti cui interessava solo il loro denaro, così li aveva mandati nel mondo reale per trovare dei compagni che li amassero per quel che erano. Segue un triplice matrimonio con Millie che sposa Jimmy, Miss Dorothy che impalma Trevor Graydon, e Muzzy che marita uno dei tanti insegnanti che ha a disposizione.

## Colonna sonora
1. Ouverture - Orchestra (3:34)
2. Thoroughly Modern Millie - Julie Andrews (2:42)
3. The Tapioca - Julie Andrews e James Fox (doppiato da Jim Bryant) (2:57)
4. Baby Face - Julie Andrews (2:43)
5. Jewish Wedding Song "Trinkt Le Chaim" - Julie Andrews (3:43)
6. Jazz Baby - Carol Channing (2:41)
7. Jimmy - Julie Andrews (3:05)
8. Medley dell'intermezzo - Julie Andrews (3:40)
9. Do It Again - Carol Channing (2:01)
10. Poor Butterfly - Julie Andrews (3:32)
11. Rose of Washington Square - cantante blues" (1:15)
12. Thoroughly Modern Millie (ripresa) - Julie Andrews (:58)
13. Exit Music - Orchestra (2:36)

## Versione teatrale
La versione teatrale ha debuttato al Marquis Theater il 18 aprile 2002 ed è proseguita per 903 spettacoli. Ha vinto il Tony Award del 2002 per il Miglior musical ed è stata nominata per "Miglior testo" e "Migliore colonna sonora".

## Doppiaggio e adattamento italiano
Esistono due versioni italiane di questo film, entrambe con le canzoni in inglese. La prima degli anni sessanta curata dalla C.D.C.. La seconda è stata realizzata dalla C.V.D. per il DVD del 2004 con un nuovo adattamento.

## Tagline
Il film è stato pubblicizzato attraverso queste due tagline (mai tradotte ufficialmente in italiano):

## Curiosità
- Beatrice Lillie mostrava i primi segni dell'Alzheimer ed aveva difficoltà a memorizzare le sue battute.[1] Durante le riprese, Julie Andrews le ripeteva fuori campo le battute che doveva recitare così che la Lillie potesse completare le scene.
- Secondo After All, l'autobiografia di Mary Tyler Moore, Lew Wasserman l'aveva portata alla Universal dopo il suo inatteso successo come attrice comica al "Dick Van Dyke Show" (1961) con l'intenzione di farne "la nuova Doris Day" delle commedie leggere. Questo film era originariamente pensato in questo senso finché non è arrivata Julie Andrews. Solo in quel momento è diventato un musical incentrato più sul suo personaggio che su quello di Dorothy. Inoltre, la Moore aveva originariamente una canzone da solista che fu tagliata dalla versione finale.